# 西斯普拉廷

西斯普拉廷的旗幟

西斯普拉廷（葡萄牙語：Cisplatina），又譯西斯普拉丁、內普拉塔，是巴西帝國的一个省。葡萄牙佔領東岸後，于1821年設立西斯普拉廷。巴西帝國獨立後，西斯普拉廷留在巴西帝國。1828年，巴西帝國允許西斯普拉廷独立，西斯普拉廷同時更名为乌拉圭。